# Cleora invectaria
Cleora invectaria är en fjärilsart som beskrevs av Walker 1860. Cleora invectaria ingår i släktet Cleora och familjen mätare. Inga underarter finns listade i Catalogue of Life.